# Tord Jönsson Bonde
Tord Jönsson Bonde, född omkring 1550 på Traneberg, död 7 mars 1628 i By församling, var en svensk godsägare och slottsloven.

## Biografi
Tord Jönsson Bonde föddes omkring 1550 på Traneberg. Han var son till guvernören Jöns Bonde av släkten Bonde och Märta Posse. Bonde gick in i krigstjänst och deltog i Nordiska sjuårskriget. Han tillfångatogs i slaget vid Svarterå 1565 och bortfördes till Danmark. Han var 1572 till 1573 hovjunkare vid kung Johan IIIs hov och var 1574 domare till riksrådet Carl de Mornay. Bonde underskrev riksdagsbeslutet 1582 och blev 8 juni 1586 slottsloven på Vadstena slott. Han bar 1590 och 1593 mönsterherre i Västergötland och var 1600 riksens råds domare i Linköping. Bonde var anhängare av kung Sigismund och anklagades för förrädiska stämplingar mot hertig Karl. Han fänglades i oktober 1603 och dömdes i mars 1604 till döden och förlust av alla sina gods, men benådades till livet. Han återvann för efter kung Karl IX:s död sin frihet 1612, men inte godsen. Bonde avled 1628 på Sund i By socken och begravdes i Rackeby kyrka.

### Egendom
Bonde ägde gårdarna Stensholm i Rackeby socken och Sund i By socken.

### Familj
Bonde var gift med Cecilia (Sidsel) Urne), dotter till riksrådet Claus Lagessen Urne och Margareta Jakobsdotter Trolle i Danmark. De fick tillsammans barnen Märta Bonde, landshövdingen Jöns Bonde (1577–1642) i Värmland och Dal och Magdalena Bonde (1579–1603).